# 爱之湖

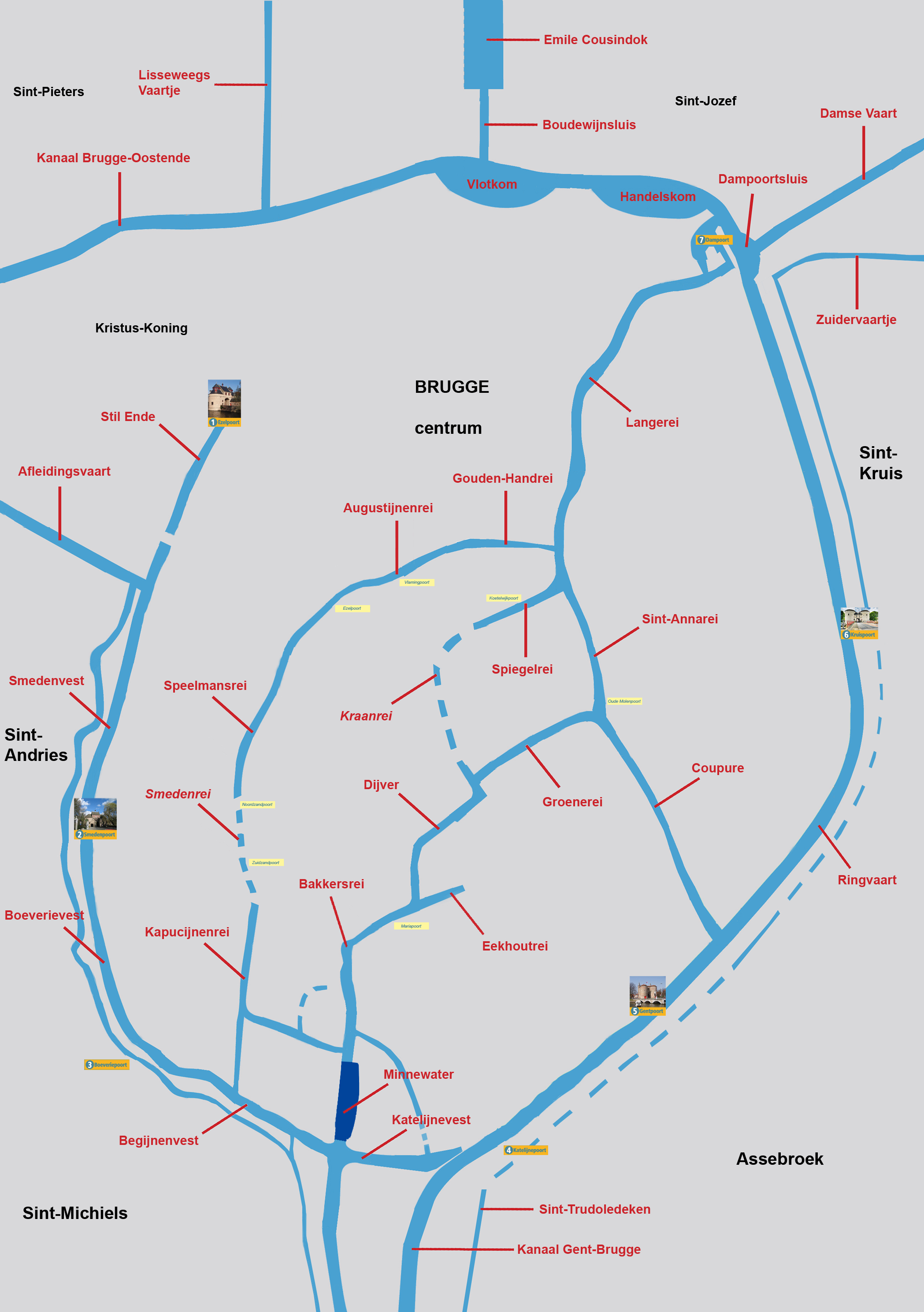
爱之湖位置（暗色）

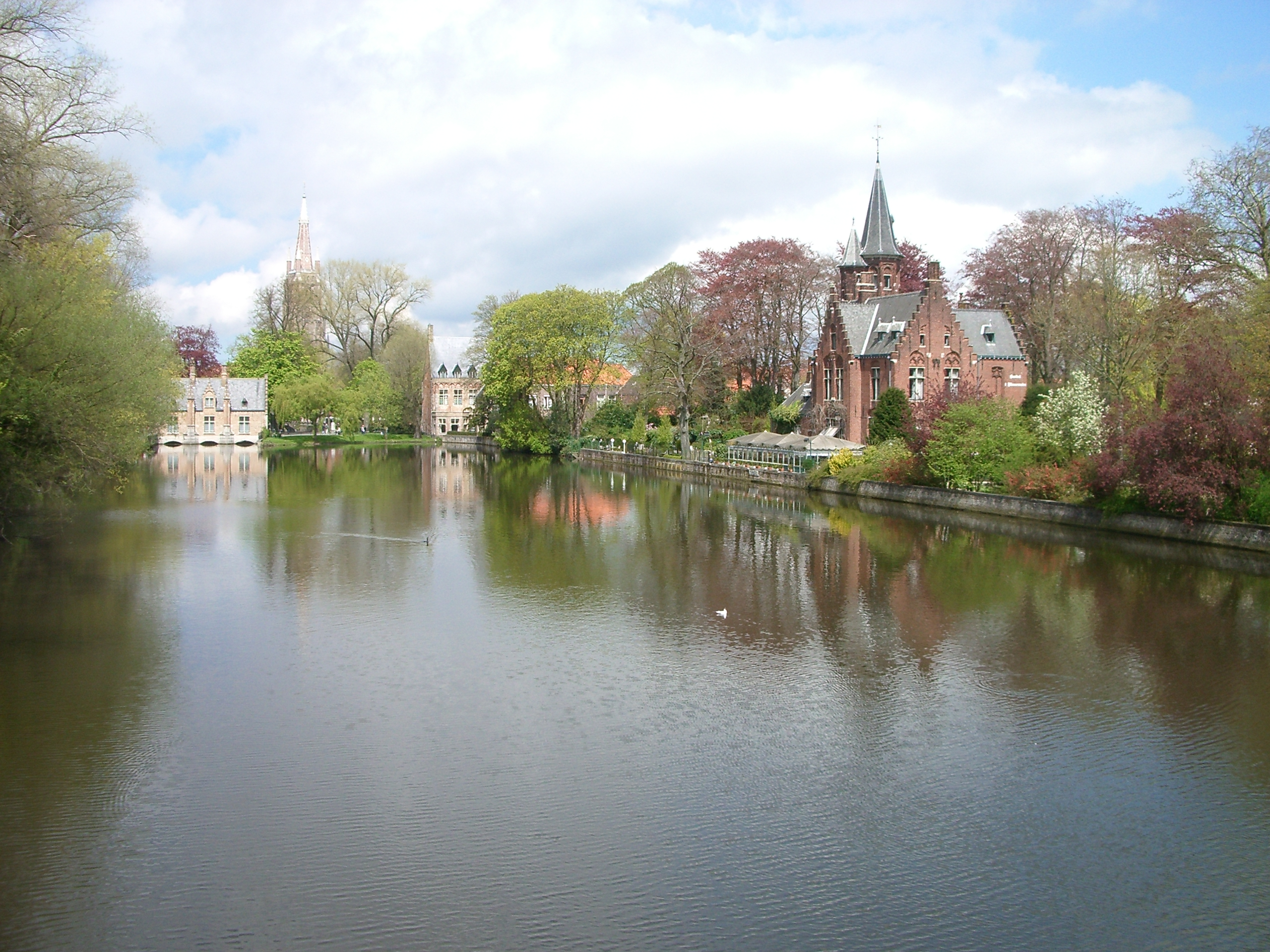
爱之湖

爱之湖（荷兰语：Minnewater）是比利时城市布鲁日中心南部的狭长湖泊，直到20世纪初长期用作漂白，1969年之前曾有一个哥特复兴式城堡，城堡拆除后，门楼和园林被保留下来。1974年8月9日市议会通过决议，将城市拥有的1.55公顷土地开辟为公园。1977年开工，到1979年建成爱之湖公园（Minnewaterpark）。不久之后，该园通过收购毗邻产业，扩大了半英亩。2002年欧洲文化之都活动吸引了许多游客。每年在公园举行为期三天的仙人掌节。  
爱湖本身不是一个天然湖泊，可能是13世纪筑堰形成的湖泊，以控制布鲁日的水流量。 

## 传说
在爱之湖流传一个传奇故事： 在罗马人开始征服高卢的时期，一个老水手和他唯一的女儿明娜住在这个周围被森林和沼泽包围的小村落，他知道自己寿命不长了，要为女儿寻找一个合适的新郎。他选择了偶然前来拜访的年轻男子Horneck。但是，明娜看中了邻近部落的年轻战士斯特龙伯格。他们隐瞒了她的父亲，因为她知道他满意邻近的部落。当罗马人入侵时，所有部落的战士加入了战争。斯特龙伯格在取得明娜对他的爱的承诺后离开。虽然一度明娜说服她的父亲，但是他不再有耐心等待，决定在第三天黎明她要与Horneck 完婚。她悲痛欲绝，在她对斯特龙伯格的承诺与她父亲的意志之间煎熬。在第三天晚上日出前，她逃进森林，再也没有回来。过了一段时间，斯特龙伯格回来。罗马的危险已经结束。当他听说明娜失踪，便开始了艰难的搜寻。最后，他找到了藏在河岸的她，精力耗尽的明娜死在了爱人的膀臂中。斯特龙伯格筑起水坝，在干涸的河床中间挖开墓穴，埋葬明娜，然后放水淹没。他在河岸放了一块大石头纪念明娜，后来此处建起了一座塔。 